# 疑螳属
疑螳属（学名：Sceptuchus）是矮螳科的一属。

## 下属物种
本属包括以下物种：
- Sceptuchus baehri Lombardo, 1993
- 简疑螳 Sceptuchus simplex Hebard, 1920